# Flatoptera virescens
Flatoptera virescens är en insektsart som beskrevs av Schmidt 1904. Flatoptera virescens ingår i släktet Flatoptera och familjen Flatidae. Inga underarter finns listade i Catalogue of Life.